# Hiszpańska Formuła 3 Sezon 2006
 Hiszpańska Formuła 3 Sezon 2006 – szósty sezon od utworzenia Euroformula Open Championship. Rozpoczął się 8 kwietnia na torze Circuit Ricardo Tormo, a zakończył 12 listopada na Catalunyi. Tytuł w klasyfikacji kierowców zdobył Argentyńczyk Ricardo Risatti, a wśród zespołów – hiszpańska ekipa Racing Engineering.

## Lista startowa
| Zespół                | Nr | Kierowca               | Klasa | Rundy     |
| --------------------- | -- | ---------------------- | ----- | --------- |
| Racing Engineering    | 1  | Marcos Martínez        | A     | 1–7       |
| Racing Engineering    | 1  | Javier Villa           | A     | 8         |
| Racing Engineering    | 2  | Nicolas Prost          | A     | Wszystkie |
| Racing Engineering    | 3  | Miguel Molina          | A     | Wszystkie |
| Racing Engineering    | 4  | Sérgio Jimenez         | A     | Wszystkie |
| Racing Engineering    | 14 | Javier Villa           | C     | 2         |
| Campos Racing         | 5  | Roldán Rodríguez       | A     | Wszystkie |
| Campos Racing         | 6  | Marco Barba            | A     | Wszystkie |
| Llusiá Racing         | 7  | Nico Verdonck          | A     | 1         |
| Llusiá Racing         | 7  | Iago Rego              | A     | 6–7       |
| Llusiá Racing         | 7  | Himar Acosta           | A     | 8         |
| GTA Motor Competición | 8  | Manel Cerqueda Jr.     | A     | Wszystkie |
| GTA Motor Competición | 9  | Manuel Sáez-Merino Jr. | A     | 1–6       |
| GTA Motor Competición | 10 | Arturo Llobell         | A     | Wszystkie |
| GTA Motor Competición | 31 | Manuel Gutiérrez       | C     | 6–8       |
| GTA Motor Competición | 32 | Siso Cunill            | C     | 6–8       |
| Elide Racing          | 11 | Carlos Iaconelli       | A     | 1–3       |
| Elide Racing          | 11 | Gustavo Yacamán        | A     | 5–6       |
| Elide Racing          | 11 | Alejandro Núñez        | A     | 7–8       |
| Elide Racing          | 15 | Nil Montserrat         | A     | Wszystkie |
| Tec-Auto              | 13 | Máximo Cortés          | A     | Wszystkie |
| Tec-Auto              | 14 | Ricardo Risatti        | A     | Wszystkie |
| Tec-Auto              | 24 | Iago Rego              | C     | 1–5       |
| Tec-Auto              | 24 | Alby Ramírez           | C     | 6         |
| Tec-Auto              | 14 | Carlos Cosidó Jr.      | C     | Wszystkie |
| RSC Sport             | 16 | Aleix Alcaraz          | A     | 7         |
| RSC Sport             | 28 | José Luís López-Pampló | C     | Wszystkie |
| Escuela Profiltek     | 17 | Adrián Campos Jr.      | C     | Wszystkie |
| Escuela Profiltek     | 18 | Germán Sánchez         | C     | Wszystkie |
| Escuela Profiltek     | 33 | Carmen Jordá           | C     | 6         |
| ECA Racing            | 19 | Juan Manuel Polar      | C     | Wszystkie |
| ECA Racing            | 20 | Ignacio Char           | C     | 1–3       |
| ECA Racing            | 20 | Víctor García          | C     | 7–8       |
| Porfesa Competición   | 22 | Roberto Merhi          | C     | 6         |
| Cetea Sport           | 26 | Toni Rubiejo           | C     | Wszystkie |
| Cetea Sport           | 29 | Xavi Barrio            | C     | 8         |
| Logo Automoción       | 27 | Germán López Balboa    | C     | Wszystkie |

| Ikona | Klasa   |
| ----- | ------- |
| A     | Klasa A |
| C     | Klasa C |

## Kalendarz wyścigów
| Runda | Runda | Data            | Tor                                        | Pole position    | Najszybsze okrążenie   | Zwycięzca (kierowcy) | Zwycięzca (zespoły) |
| ----- | ----- | --------------- | ------------------------------------------ | ---------------- | ---------------------- | -------------------- | ------------------- |
| 1     | W1    | 8 kwietnia      | Circuit Ricardo Tormo, Walencja            | Ricardo Risatti  | Manuel Sáez-Merino Jr. | Marco Barba          | Campos Racing       |
| 1     | W2    | 9 kwietnia      | Circuit Ricardo Tormo, Walencja            |                  | Roldán Rodríguez       | Marcos Martínez      | Racing Engineering  |
| 2     | W1    | 29 kwietnia     | Circuit de Nevers Magny-Cours, Magny-Cours | Ricardo Risatti  | Ricardo Risatti        | Ricardo Risatti      | TEC-Auto            |
| 2     | W2    | 30 kwietnia     | Circuit de Nevers Magny-Cours, Magny-Cours |                  | Ricardo Risatti        | Máximo Cortés        | TEC-Auto            |
| 3     | W1    | 20 maja         | Circuito del Jarama, Madryt                | Máximo Cortés    | Ricardo Risatti        | Sérgio Jimenez       | Racing Engineering  |
| 3     | W2    | 21 maja         | Circuito del Jarama, Madryt                |                  | Máximo Cortés          | Ricardo Risatti      | TEC-Auto            |
| 4     | W1    | 24 czerwca      | Autódromo do Estoril, Estoril              | Sérgio Jimenez   | Ricardo Risatti        | Máximo Cortés        | TEC-Auto            |
| 4     | W2    | 25 czerwca      | Autódromo do Estoril, Estoril              |                  | Ricardo Risatti        | Roldán Rodríguez     | Campos Racing       |
| 5     | W1    | 2 września      | Circuito de Albacete, Albacete             | Roldán Rodríguez | Roldán Rodríguez       | Roldán Rodríguez     | Campos Racing       |
| 5     | W2    | 3 września      | Circuito de Albacete, Albacete             |                  | Ricardo Risatti        | Ricardo Risatti      | TEC-Auto            |
| 6     | W1    | 7 października  | Circuit Ricardo Tormo, Walencja            | Ricardo Risatti  | Ricardo Risatti        | Ricardo Risatti      | TEC-Auto            |
| 6     | W2    | 8 października  | Circuit Ricardo Tormo, Walencja            |                  | Roldán Rodríguez       | Roldán Rodríguez     | Campos Racing       |
| 7     | W1    | 21 października | Circuito de Jerez, Jerez de la Frontera    | Roldán Rodríguez | Ricardo Risatti        | Roldán Rodríguez     | Campos Racing       |
| 7     | W2    | 22 października | Circuito de Jerez, Jerez de la Frontera    |                  | Máximo Cortés          | Ricardo Risatti      | TEC-Auto            |
| 8     | W1    | 11 listopada    | Circuit de Catalunya, Barcelona            | Máximo Cortés    | Máximo Cortés          | Nicolas Prost        | Racing Engineering  |
| 8     | W2    | 12 listopada    | Circuit de Catalunya, Barcelona            |                  | Sérgio Jimenez         | Miguel Molina        | Racing Engineering  |

## Klasyfikacja kierowców
| Legenda oznaczeń w tabelach wyników Wyświetl szablon na nowej stronie | Legenda oznaczeń w tabelach wyników Wyświetl szablon na nowej stronie                                                                     |
| Oznaczenie                                                            | Wyjaśnienie |
| --------------------------------------------------------------------- | --- |
| Złoty                                                                 | Zwycięzca lub mistrzostwo |
| Srebrny                                                               | 2. miejsce lub wicemistrzostwo |
| Brązowy                                                               | 3. miejsce lub II wicemistrzostwo |
| Zielony                                                               | Ukończył, punktował (w klasyfikacji generalnej, gdy zdobył co najmniej jeden punkt na przestrzeni sezonu, poza trzema powyższymi opcjami) |
| Niebieski                                                             | Ukończył, nie punktował (w klasyfikacji generalnej, gdy nie zdobył co najmniej jednego punktu na przestrzeni sezonu)                      |
| Czerwony                                                              | Nie zakwalifikował się (NZ) |
| Czerwony                                                              | Nie prekwalifikował się (NPK) |
| Różowy                                                                | Nie ukończył (NU) |
| Różowy                                                                | Niesklasyfikowany (NS) (w klasyfikacji generalnej, gdy nie został sklasyfikowany w żadnym wyścigu sezonu)                                 |
| Czarny                                                                | Zdyskwalifikowany (DK) |
| Czarny                                                                | Wykluczony (WYK/EX) |
| Biały                                                                 | Nie wystartował (NW) |
| Biały                                                                 | Kontuzjowany (K/INJ) |
| Biały                                                                 | Wyścig odwołany (OD/C) |
| Bez koloru                                                            | Został wycofany (WYC/WD) |
| Bez koloru                                                            | Nie przybył (NP/DNA) |
| Bez koloru                                                            | Nie brał udziału w treningach (NT/DNP) |
| Bez koloru                                                            | Nie został zgłoszony (–) |
| Pogrubienie                                                           | Start z pole position |
| Kursywa                                                               | Najszybsze okrążenie wyścigu |
| †                                                                     | Nie ukończył, ale jego rezultat został zaliczony ze względu na przejechanie więcej niż 90% dystansu wyścigu.                              |
| *                                                                     | Sezon w trakcie |
| 1/2/3                                                                 | Punktowana pozycja w sprincie kwalifikacyjnym                                                                                             |
| Lista systemów punktacji Formuły 1                                    | |

### Klasyfikacja generalna
| Poz.                                                        | Kierowca               | VAL | VAL | MAG | MAG | JAR | JAR | EST | EST | ALB | ALB | VAL | VAL | JER | JER | CAT | CAT | Pkt. |
| ----------------------------------------------------------- | ---------------------- | --- | --- | --- | --- | --- | --- | --- | --- | --- | --- | --- | --- | --- | --- | --- | --- | ---- |
| 1                                                           | Ricardo Risatti        | NU  | 6   | 1   | 3   | 2   | 1   | 18  | 5   | 5   | 1   | 1   | 9   | 5   | 1   | 7   | 4   | 118  |
| 2                                                           | Roldán Rodríguez       | 2   | 11  | 9   | 5   | 5   | 16  | 4   | 1   | 1   | 7   | 4   | 1   | 1   | 7   | 4   | 6   | 103  |
| 3                                                           | Máximo Cortés          | 9   | 8   | 5   | 1   | 15  | 5   | 1   | 4   | 7   | 5   | 2   | 2   | 2   | 3   | 13  | NU  | 94   |
| 4                                                           | Nicolas Prost          | 4   | 4   | 3   | 4   | NU  | 10  | 2   | 9   | NU  | 12  | 6   | 3   | 3   | 5   | 1   | 5   | 83   |
| 5                                                           | Sérgio Jimenez         | 7   | 5   | 4   | 6   | 1   | 2   | 16  | 10  | 10  | 3   | 3   | 4   | NU  | NW  | 14  | 3   | 74   |
| 6                                                           | Miguel Molina          | 19  | 10  | 11  | NW  | 13  | 3   | 3   | 3   | 4   | 2   | 8   | 5   | NU  | 10  | 3   | 1   | 69   |
| 7                                                           | Marco Barba            | 1   | 3   | 6   | 11  | 14  | 13  | 5   | 2   | 2   | 14  | NU  | 10  | 6   | 2   | NW  | 7   | 67   |
| 8                                                           | Arturo Llobell         | 8   | 13  | 8   | NU  | NU  | 11  | 9   | 17  | 3   | 4   | 19  | 8   | 7   | 4   | 5   | 2   | 47   |
| 9                                                           | Nil Montserrat         | 13  | 7   | 10  | 8   | NU  | NU  | 8   | 8   | NU  | 8   | 5   | 6   | 4   | 6   | NU  | 8   | 34   |
| 10                                                          | Marcos Martínez        | 6   | 1   | 12  | 7   | NU  | 8   | 14  | 19  | NU  | 9   | 7   | 7   | NU  | NU  |     |     | 29   |
| 11                                                          | Manuel Sáez-Merino Jr. | 3   | NU  | 14  | 10  | 3   | 4   | 17  | 11  | 12  | 10  | NU  | NW  |     |     |     |     | 24   |
| 12                                                          | Carlos Iaconelli       | 5   | 2   | NU  | 9   | 4   | NW  |     |     |     |     |     |     |     |     |     |     | 23   |
| 13                                                          | Germán Sánchez         | 16  | 14  | 16  | 14  | 6   | 7   | 7   | 6   | 6   | 15  | 9   | 11  | NU  | NW  | 15  | NU  | 19   |
| 14                                                          | Manel Cerqueda Jr.     | 12  | 12  | 17  | 12  | NU  | 9   | 6   | 7   | 13  | 11  | NU  | 13  | 8   | 8   | NU  | 15  | 16   |
| 15                                                          | Juan Manuel Polar      | 14  | NU  | 13  | 13  | 9   | 6   | NU  | 15  | NU  | 17  | 10  | NU  | 9   | 9   | 8   | 13  | 11   |
| 16                                                          | Gustavo Yacamán        |     |     |     |     |     |     |     |     | 8   | 6   | NU  | 12  |     |     |     |     | 6    |
| 17                                                          | Adrián Campos Jr.      | 11  | DK  | 15  | 16  | NW  | 15  | NU  | 12  | 9   | 13  | NW  | 16  | 10  | 11  | 9   | 10  | 5    |
| 18                                                          | Toni Rubiejo           | 15  | 15  | NU  | 17  | 7   | 12  | 13  | 13  | 11  | 16  | 11  | 14  | 12  | 14  | NW  | 12  | 3    |
| 19                                                          | Iago Rego              | NU  | 18  | 19  | 19  | 8   | NU  | 11  | NU  | NU  | NU  | 15  | 20  | 11  | 12  |     |     | 3    |
| 20                                                          | José Luís López-Pampló | 18  | NU  | 17  | NU  | 11  | NU  | 10  | 16  | NU  | 18  | NU  | NU  | 13  | NU  | 11  | 16  | 2    |
| 21                                                          | Nico Verdonck          | 10  | 9   |     |     |     |     |     |     |     |     |     |     |     |     |     |     | 1    |
|                                                             | Carlos Cosidó Jr.      | NU  | 17  | NU  | 15  | 10  | 14  | 12  | 14  | NU  | 19  | 12  | NU  | 15  | NU  | 16  | 19  | 0    |
|                                                             | Germán López Balboa    | 17  | 19  | 18  | 20  | 12  | 17  | 15  | 18  | NW  | NU  | 13  | 15  | NU  | 17  | 17  | 14  | 0    |
|                                                             | Ignacio Char           | NU  | 16  | 20  | 18  | 18  | NW  |     |     |     |     |     |     |     |     |     |     | 0    |
| Kierowcy startujący gościnnie, niewliczani do klasyfikacji. |                        |     |     |     |     |     |     |     |     |     |     |     |     |     |     |     |     |      |
|                                                             | Javier Villa           |     |     | 2   | 2   |     |     |     |     |     |     |     |     |     |     | 2   | 18  | 0    |
|                                                             | Himar Acosta           |     |     |     |     |     |     |     |     |     |     |     |     |     |     | 6   | 17  | 0    |
|                                                             | Manuel Gutiérrez       |     |     |     |     |     |     |     |     |     |     |     |     | NU  | NW  | NU  | 9   | 0    |
|                                                             | Siso Cunill            |     |     |     |     |     |     |     |     |     |     | NU  | 21  | 14  | 13  | 10  | 11  | 0    |
|                                                             | Víctor García          |     |     |     |     |     |     |     |     |     |     |     |     | 17  | 16  | 12  | NU  | 0    |
|                                                             | Aleix Alcaraz          |     |     |     |     |     |     |     |     |     |     |     |     | 16  | 15  |     |     | 0    |
|                                                             | Alejandro Núñez        |     |     |     |     |     |     |     |     |     |     | 16  | 19  | NU  | NU  | NW  | NU  | 0    |
|                                                             | Alby Ramírez           |     |     |     |     |     |     |     |     |     |     | 17  | NU  |     |     |     |     | 0    |
|                                                             | Carmen Jordá           |     |     |     |     |     |     |     |     |     |     | 18  | 18  |     |     |     |     | 0    |
| Poz.                                                        | Kierowca               | VAL | VAL | MAG | MAG | JAR | JAR | EST | EST | ALB | ALB | VAL | VAL | JER | JER | CAT | CAT | Pkt. |

### Puchar Hiszpanii F3
| Poz. | Kierowca               | Pkt. |
| ---- | ---------------------- | ---- |
| 1    | Germán Sánchez         | 108  |
| 2    | Juan Manuel Polar      | 93   |
| 3    | Adrián Campos Jr.      | 89   |
| 4    | Toni Rubiejo           | 84   |
| 5    | Caros Cosidó           | 32   |
| 6    | José Luis López-Pampló | 28   |
| 7    | Germán López Balboa    | 22   |
| 8    | Iago Rego              | 15   |
| 9    | Siso Cunill            | 9    |
| 10   | Ignacio Char           | 6    |
| Poz. | Kierowca               | Pkt. |

### Klasyfikacja zespołów
| Poz. | Zespół                | Pkt. |
| ---- | --------------------- | ---- |
| 1    | Racing Engineering    | 155  |
| 2    | TEC-Auto              | 146  |
| 3    | Campos Racing         | 115  |
| 4    | GTA Motor Competición | 42   |
| 5    | Elide Racing          | 22   |
| 6    | Llusiá Racing         | 0    |
| 7    | Escuela Profiltek     | 0    |
| 8    | ECA Racing            | 0    |
| 9    | Cetea Sport           | 0    |
| 10   | RSC Sport             | 0    |
| 11   | Logo Automoción       | 0    |
| 12   | Cetea Sport           | 0    |
| Poz. | Zespół                | Pkt. |

### Trofeum Hiszpanii Formuły 3
| Poz. | Kierowca               | Pkt. |
| ---- | ---------------------- | ---- |
| 1    | Roldán Rodríguez       | 65   |
| 2    | Miguel Molina          | 59   |
| 3    | Máximo Cortés          | 50   |
| 4    | Marco Barba            | 42   |
| 5    | Arturo Llobell         | 36   |
| 6    | Nil Montserrat         | 25   |
| 7    | Manuel Sáez-Merino Jr. | 24   |
| 8    | Manel Cerqueda Jr.     | 21   |
| 9    | Germán Sánchez         | 18   |
| 10   | Adrián Campos Jr.      | 15   |
| Poz. | Kierowca               | Pkt. |